# Islisbergtunnel
Der Islisbergtunnel ist ein Teilstück der Autobahn A4 im Knonaueramt südwestlich von Zürich in der Schweiz und wurde am 13. November 2009 eröffnet. Er führt von der Autobahnverzweigung Zürich West bei Birmensdorf in südwestlicher Richtung bis zum Jonentobel nordwestlich von Affoltern am Albis im Knonauer Amt. Er liegt vollständig im Kanton Zürich knapp an der Grenze zur Aargauer Gemeinde Islisberg. Der Tunnel soll vor allem die Gemeinden Hedingen, Bonstetten und Wettswil vom starken Durchgangsverkehr entlasten.
Der Vortrieb für den Islisbergtunnel geschah grösstenteils unter Verwendung einer Tunnelbohrmaschine (TBM) mit einem Bohrschilddurchmesser von 11,86 m. Im Bereich des Voreinschnitts Nord (Nordportal) wurde ein Teilstück im Tagbau erstellt, 100 m der Oströhre und 60 m der Weströhre. Der Vortrieb der Weströhre erfolgte vom Frühjahr 2004 bis Sommer 2005 von Norden nach Süden. Die TBM wurde daraufhin gewendet und fuhr die Oströhre auf, welche Mitte Juli 2006 durchschlagen wurde. Die Vortriebsleistung betrug ungefähr zwanzig Meter pro Tag. Das Ausbruchvolumen betrug 1,145 Millionen Kubikmeter.

## Ausführung
Der Tunnel besteht aus zwei richtungsgetrennten Röhren im Abstand von 25 m ab Tunnelmitte. Jede Röhre weist zwei Spuren ohne Pannenstreifen auf. Querverbindungen alle 300 m dienen als Fluchtwege in die andere Röhre, weshalb auf einen Sicherheitsstollen verzichtet werden konnte. Jede dritte Querverbindung ist zudem befahrbar. Die Röhren weisen ein Gefälle von 2,6 % in Richtung Südwesten auf.